# محوطه شیخ نبی
محوطه شیخ نبی مربوط به سده‌های میانه دوران‌های تاریخی پس از اسلام است و در شهرستان ماهنشان، بخش مرکزی، دهستان ماهنشان، ۳/۵ کیلومتری شرق روستای ساری آغل واقع شده و این اثر در تاریخ ۱۸ اسفند ۱۳۸۷ با شمارهٔ ثبت ۲۵۳۳۳ به‌عنوان یکی از آثار ملی ایران به ثبت رسیده است.